# Записки про московитські справи
«Rerum Moscoviticarum Commentarii» («Записки про московитські справи») — латинський трактат про Московію та сусідні країни. Виданий 1549 року у Відні. Автор — німецький барон Зігмунд Герберштайн, посол Священної Римської імперії в краю московитів. Одне з перших докладних джерел в Західній Європі про Московію.

## Опис
1549 року Зігмунд Герберштайн видав у Відні латиною «Записки про московитські справи» («Записки про Московію»), які були кількаразово перевидані різними мовами. У них Герберштайн подає багато історичних, географічних та економічних відомостей про Велике князівство Московське, Україну, Велике князівство Литовське й Королівство Польське.
Ці «Записки…» стали першим докладним описом географії України (деяких її міст, шляхів, річок); на картах є схематичне зображення її території. Місто Черкаси Герберштайн називає центром козаків, а всіх українців — черкасами. Про Київ він пише як про старовинну столицю Русі, де збереглося багато руїн церков і монастирів, згадує про Київські печери з їх гробницями й мощами святих угодників Божих.
У своїх «Записках …» Герберштайн згадує і деяких українських діячів Великого князівства Литовського, зокрема козацького отамана Остафія Дашковича та литовського гетьмана князя Костянтина Острозького.

## Видання
- Herberstein von, S. Rerum moscoviticarum commentarii. — Vienn, 1549 (перше вид.)
- Herberstein von, S. Rerum Moscoviticarum commentarii. — Basilea, 1556.